# Pierre Poiret
Pierre Poiret, född 15 mars 1646 i Metz, död 21 maj 1719 i Rijnsburg, var en fransk mystiker.
Poiret var verksam som predikant i Metz och Pfalz, senare bosatt i Holland. Han förmedlade den spansk-franska mystiken till Tyskland och England, utgav Madame Guyons skrifter samt en mystikerkatalog, Bibliotheca mysticorum selecta (1708).